# Мосолов, Николай Семёнович
Никола́й Семёнович Мосоло́в (1846—1914) — русский гравёр-аквафортист и коллекционер, академик гравирования и действительный член Императорской Академии художеств.

## Биография
Отец и дед Мосолова были известными коллекционерами произведений искусства. В 14-летнем возрасте уже рисовал и гравировал копии с рисунков и офортов Рембрандта, имея поддержку со стороны отца, поклонника последнего. Посещал классы Императорской Академии художеств. Получал награды Академии художеств: малую серебряную медаль (1861). Занимался некоторое время под руководством профессора Ф. И. Иордана, учился рисованию и гравированию у Фридриха и Г. Планера в Дрездене и в мастерской Л. Фламенга в Париже. В 1864 году за несколько гравюр с Рембрандта и с натуры Академия художеств наградила его большой золотой медалью; в 1865 году стал классным художником, в 1868 году за офорт с картины Рубенса «Пир Вакха» был удостоен звания классного художника 1-й степени. В 1871 году признан академиком гравирования. В 1880 году унаследовал коллекцию картин отца и продолжил её пополнение, ориентируясь в первую очередь на работы голландских мастеров. В 1883 году стал одним из учредителей Русского гимнастического общества. С 1884 года был почётным членом совета Румянцевского музея.
Число его эстампов составляет порядка 362; из них только 13 исполнены с его собственных эскизов и рисунков, все же остальные — воспроизведения чужих композиций. Имели известность его офорты с избранных картин Императорского Эрмитажа, изданные в 1872 году у лейпцигского торговца Другулина в Вене в виде двух сборников под заглавиями «Les Chefs d’oeuvre de l’Ermitage» (Шедевры Эрмитажа; 10 листов) и «Les Rembrandts de l’Ermitage» (Картины Рембрандта в Эрмитаже; 40 листов). Рембрандту был посвящён также альбом его гравюр, выпущенный в 1876 году под заглавием «Dix eaux-fortes d’après Rembrandt» (10 офортов с картин Рембрандта), за который он получил золотую медаль в парижском салоне того же года. Гравировал также с картин некоторых из современных ему художников, как русских, так и иностранных: В. В. Верещагина, Н. Ге («Тайная Вечеря»), В. Шварца, В. Якобия, К. Маковского, Г. Макса, Жерома, Ф. Каульбаха, Лейса и других.